# Mont (Pirenéus Atlânticos)
Mont é uma comuna francesa na região administrativa da Nova Aquitânia, no departamento dos Pirenéus Atlânticos. Estende-se por uma área de 18,18 km². Em 2010 a comuna tinha 1 226 habitantes (densidade: 67,4 hab./km²).